# Poliplast
Poliplasti su vrsta polimernih materijala. Naziv u trgovini za poliplaste je plastika. Prije su nazivani i plastičnim masama. Dijelimo ih na dvije skupine s obzirom na ponašanje tijekom preradbe i prema njihovim uporabnim svojstvima. Poliplaste obično rabimo kao konstrukcijske materijale. Prema ponašanju tijekom preradbe i prema svojim uporabnim svojstvima dijele se na plastomere i duromere. Rijetkost je da se polimerne tvari rabe u izvornu obliku nastalom u polimerizaciji. Primješavaju im se brojni dodatci (aditivi), koji im znatno bitno poboljšavaju neka svojstva pa postaju tehnički uporabljivi. Nekim se plastomerima dodaju omekšavala (plastifikatori). Mogu im se dodavati i ojačala.

Ojačala su tvari koje se dodaju polimernim materijalima radi poboljšanja njihovih osobina. Obično su to staklena ili ugljična vlakna. Ojačala se dodaje u polimernu osnovu nekih polimernih materijala. Kad npr. nezasićenim poliesterima dodamo ojačala, dobivamo kompozitne materijale bitno povećane čvrstoće.